# Un monsieur qui a un tic
Pour plus de détails, voir Fiche technique et Distribution.
Un monsieur qui a un tic est un film muet français réalisé par Albert Capellani et sorti en 1911.

## Fiche technique
- Titre : Un monsieur qui a un tic
- Réalisation : Albert Capellani
- Scénario :  Félix Galipaux, Charles Samson
- Photographie :
- Montage :
- Musique :
- Producteur :
- Société de production : Société cinématographique des auteurs et gens de lettres (S.C.A.G.L.)
- Société de distribution :  Pathé Frères
- Pays d'origine :  France
- Langue : film muet avec les intertitres en français
- Format : Noir et blanc — 35 mm — 1,33:1 — Muet
- Genre : Comédie
- Métrage : 165 mètres
- Durée : 6 minutes
- Dates de sortie :
  -  France : 7 juillet 1911

## Distribution
- Félix Galipaux
- Armand Lurville
- Maurice Luguet
- Gaston Dupray
- Mévisto
- Lucien Callamand
- Madeleine Guitty
- Carlos Avril
- André Simon
- Gaston Dupray
- Paulette Lorsy
- Gabrielle Lange
- Émile André
- Fernand Tauffenberger
- Édouard Delmy
- Danielle Darmody
- Auguste Darville
- Paul Calvin
- Ternois
- Sémery
- Candieux
- Anthonin
- Lorrain
- Fred
- Tauffenberger fils
- Franois
- Madame Chantenay